# Lyø
Lyø est une île du Danemark située entre les îles de Fyn et de Als.